# 8E busz (Zalaegerszeg)
A zalaegerszegi 8E jelzésű autóbusz a Kertváros, autóbusz-fordulótól indulva körjáratként közlekedik a belváros érintésével. A vonalat a Volánbusz üzemelteti.

## Útvonala
| Kertváros, autóbusz-forduló → Széchenyi tér → Kertváros, autóbusz-forduló |
| --- |
| Kertváros, autóbusz-forduló vá. – Átalszegett utca – Erdész utca – Átalszegett utca – Köztársaság útja – Mártírok útja – Kazinczy tér – Széchenyi tér – Kossuth Lajos utca – Göcseji út – Köztársaság útja – Átalszegett utca – Erdész utca – Átalszegett utca – Kertváros, autóbusz-forduló vá. |

## Megállóhelyei
| 0  | Kertváros, autóbusz-forduló induló végállomás |                                                                      |
| 2  | Kertváros, Erdész utca 50.                    |                                                                      |
| 3  | Kertváros, Erdész utca 16.                    |                                                                      |
| 4  | Kertváros, Átalszegett utca 14.               |                                                                      |
| 5  | Kertváros, Szent Család óvoda                 | 8, 8C, 10Y, 11A, 11Y, 44, C1, C2, C4                                 |
| 8  | Mártírok útja (Ady iskola)                    | 8C, 30, 30C                                                          |
| 11 | Széchenyi tér                                 | 1, 1U, 1Y, 3, 3C, 3Y, 5, 5C, 5U, 5Y, 8, 8C, 9U, 11, 11A, 11Y, 24, 41 |
| 13 | Gyógyszertár (Kossuth utca)                   | 1, 1U, 1Y, 3, 3C, 3Y, 5U, 8, 8C, 9U, 11, 11A, 11Y, 24, 41            |
| 15 | Kórház (Göcseji út)                           | 1, 1U, 1Y, 3, 3Y, 5U, 8, 9U, 10, 10Y, 11, 11A, 11Y, 41, C1           |
| 16 | Városi fürdő (Göcseji út)                     | 8, 10, 10C, 10Y, 11, 11A, 11Y, 26, 30, 30A, 30C, 48, C1, C2, C4      |
| 17 | Kertváros, Szent Család óvoda                 | 8, 8C, 10Y, 11A, 11Y, 44, C1, C2, C4                                 |
| 19 | Kertváros, Átalszegett utca 19.               |                                                                      |
| 20 | Kertváros, Erdész utca 21.                    |                                                                      |
| 21 | Kertváros, Erdész utca 53.                    |                                                                      |
| 23 | Kertváros, autóbusz-forduló érkező végállomás | 8C, 10Y, 11Y, 30A, 44, C1, C2, C4                                    |